# Рідне (Лозівський район)
Рідне (до 2025 — Побєда) — село в Україні, у Лозівському районі Харківської області. Населення становить 225 осіб. Входить до складу Біляївської селищної громади.

## Географія
У селі бере початок Балка Корняківа, яка через 8 км впадає в річку Орілька. До села примикає село Радомислівка. Через село проходять автомобільна дорога Т 2107 і залізниця, найближча станція Біляївка за 3 км.

## Історія
- 1899 — дата заснування.
- 12 червня 2020 року, відповідно до Розпорядження Кабінету Міністрів України  № 725-р «Про визначення адміністративних центрів та затвердження територій територіальних громад Харківської області», увійшло до складу Біляївської селищної громади[1].
- 19 липня 2020 року, в результаті адміністративно - територіальної реформи та ліквідації Первомайського району, село Побєда увійшло до складу Лозівського району Харківської області[2].
- 22 червня 2023 року рішенням №230 Національної комісії зі стандартів державної мови назву села Побєда віднесено до списку населених пунктів, які «можуть не відповідати лексичним нормам української мови», зокрема стосуватися «російської імперської чи колоніальної політики». Громаді рекомендовано обґрунтувати доцільність збереження поточної назви або запропонувати нову назву в установленому законодавством порядку[3].
- У 2025 році село Побєда було перейменовано на Рідне[4].

## Населення

### Мова
Розподіл населення за рідною мовою за даними :
| Мова            | Кількість | Відсоток |
| --------------- | --------- | -------- |
| українська      | 192       | 85,33%   |
| російська       | 30        | 13,33%   |
| румунська       | 2         | 0,89%    |
| інші/не вказали | 1         | 0,44%    |
| Усього          | 225       | 100%     |

## Економіка
- Птахо-товарна ферма.